# سایکدلیک فولک
سایکدلیک فولک (انگلیسی: Psychedelic folk)، سایک فولک (به انگلیسی: Psych folk) یا اسید فولک (به انگلیسی: Acid folk) سبکی از موسیقی سایکدلیک است که از تلفیق سبک‌های فولک راک و سایکدلیک راک در دهه ۱۹۶۰ به‌وجود آمد.
موسیقی سایکدلیک فولک معمولاً بیشتر آکوستیک با تأثیراتی برگرفته از مایه‌های سایکدلیک است.